# 아야쿠초

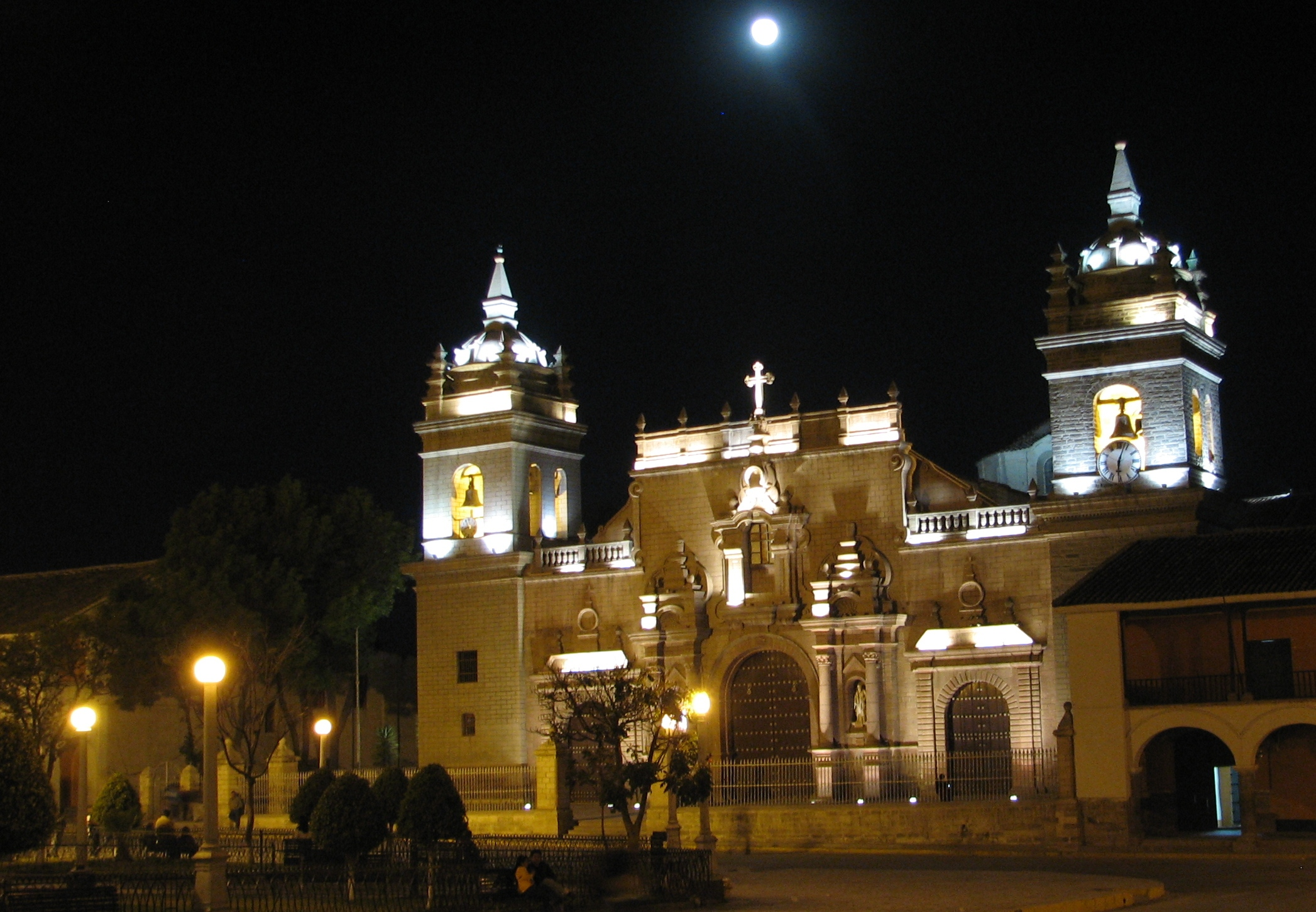
아야쿠초

아야쿠초(스페인어: Ayacucho, 케추아어: Ayacuchu, 문화어: 아야꾸쵸)는 페루 남부에 위치한 도시로 아야쿠초 주의 주도이며 면적은 2,981.37km2, 높이는 2,761m, 인구는 177,420명(2014년 기준)이다.